# Willi Hennig
Emil Hans Willi Hennig (Dürrhennersdorf, Saxònia, 20 d'abril de 1913 - Ludwigsburg, 5 de novembre de 1976) va ser un biòleg alemany que a través d'una obra singular fonamentar els principis de l'anàlisi filogenètica i de la sistemàtica cladística. Hennig no va aportar probablement cap concepte nou amb relació a la literatura científica anterior, però va tenir el mèrit de sistematitzar i integrar les idees essencials en un tot rigorós i convincent.
La seva obra Grundzüge einer Theorie der phylogenetischen Systematik, va ser publicada el 1950. Va sortir en un moment en què hi havia molt d'interès per aquestes qüestions; en aquells moments s'estaven desenvolupant, amb èxit divers, eines tècniques i metodològiques de la sistemàtica, per autors com R. R. Sokal o W. H. Wagner Jr. Va acabar d'influir poderosament en la comunitat científica després que es publiqués el 1966 Phylogenetic Systematics, una versió revisada en anglès.
La influència de l'obra de Hennig ha estat immensa i fructífera, donant origen a una escola dintre de la Biologia Sistemàtica, la cladista, que ha estat en el centre del desenvolupament subsegüent de l'anàlisi filogenètica. Al seu torn, la disponibilitat de filogènies apropiades per a una adequada aplicació del mètode comparatiu, és un dels fonaments de l'actual fase de desenvolupament en Biologia.
La nit del 5 de novembre de 1976, Hennig moria d'un atac de cor a Ludwigsburg, Baden-Württemberg (Alemanya). Ja havia anul·lat prèviament diverses conferències, ja que era conscient del seu estat de salut, ja que havia tingut un atac anterior durant el seu viatge a Ottawa (Canadà). Va ser enterrat el 10 de novembre al Bergfriedhof de Tübingen, a Baden-Württemberg (Alemanya).

## Obra

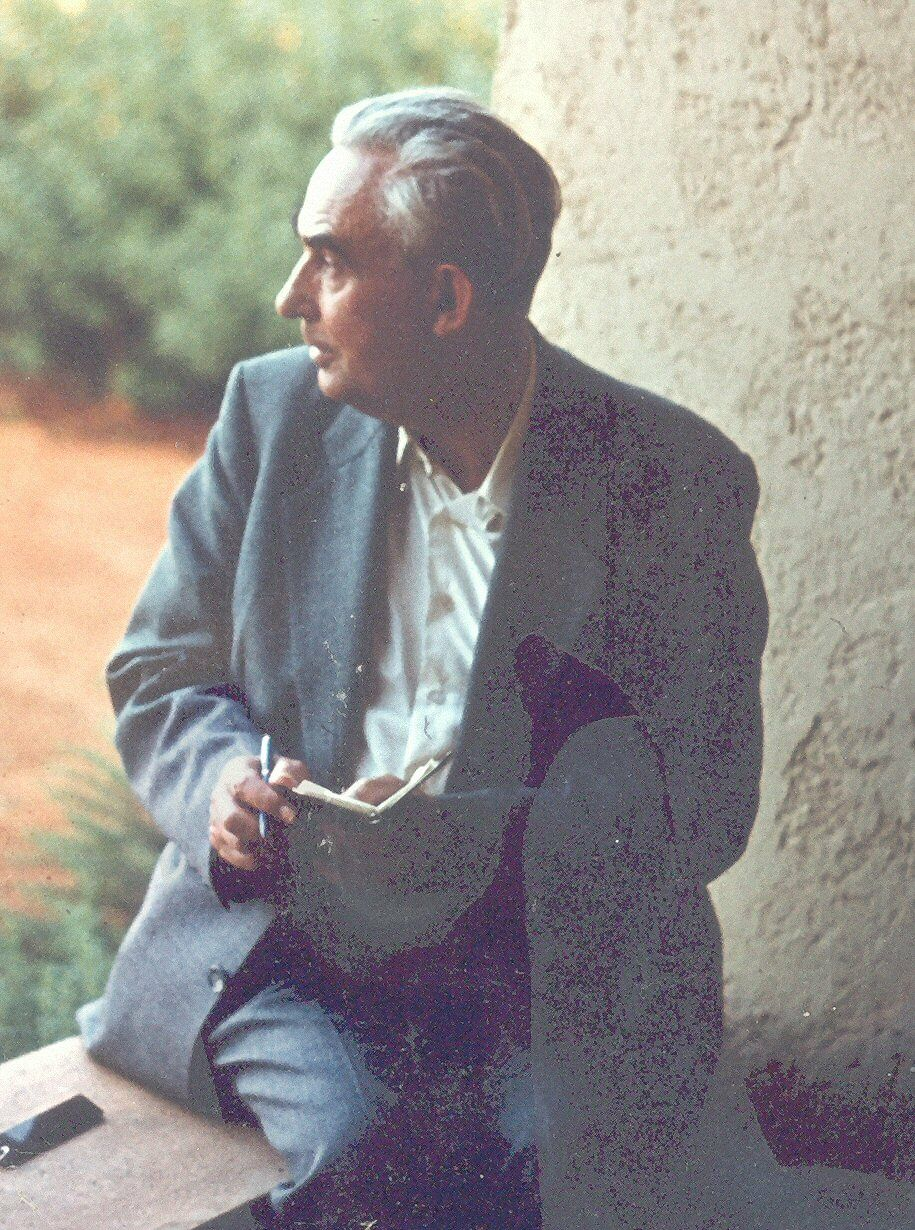
Willi Hennig (cap al 1970)

- Die Schlangengattung Dendrophis.in: Zoologischer Anzeiger. 99.1932, 273-297 (gemeinsam mit W. Meise)
- Revision der Gattung Draco (Agamidae). in: Temminckia. 1.1936, 153-220
- Beziehungen zwischen geographischer Verbreitung und systematischer Gliederung bei einigen Dipterenfamilien: ein Beitrag zum Problem der Gliederung systematischer Kategorien höherer Ordnung. in: Zoologischer Anzeiger. 116.1936, 161-175
- Probleme der biologischen Systematik. in: Forschungen und Fortschritte. 21/23.1947, 276-279
- Die Larvenformen der Dipteren. 3 Bde. Akademie-Verlag, Berlin 1948-1952
- Grundzüge einer Theorie der phylogenetischen Systematik. Deutscher Zentralverlag, Berlin 1950
- Kritische Bemerkungen zum phylogenetischen System der Insekten. Beiträge zur Entomologie. Bd 3 (Sonderheft). 1953, 1-85
- Hennig, W. 1965. Phylogenetic Systematics. Ann. Rev. Entomol. 10, 97-116.
- Phylogenetic Systematics. (tr. D. Davis and R. Zangerl), Univ. of Illinois Press, Urbana 1966, reprinted 1979, ISBN 0-252-00745-X
- Die Stammesgeschichte der Insekten. Waldemar Kramer & Co., 1969
- „Cladistic analysis or cladistic classification?" A reply to Ernst Mayr. in: Syst. Zool. 24.1974, 244-256
- Aufgaben und Probleme stammesgeschichtlicher Forschung. Paul Parey, Berlin 1984